# Blémerey (Vosges)
Blémerey é uma comuna francesa na região administrativa do Grande Leste, no departamento de Vosges. Estende-se por uma área de 2.48 km², e possui 30 habitantes, segundo o censo de 2018, com uma densidade de 12 hab/km².